# Antonio Palomino
Acisclo Antonio Palomino de Castro y Velasco (ur. 1655 w Bujalance, zm. 12 sierpnia 1726 w Madrycie) – hiszpański malarz barokowy i teoretyk malarstwa.
Pochodził z Andaluzji; w Kordobie uczył się pod kierunkiem Juana de Valdesa Leala. W 1678 wyjechał do Madrytu. Od 1688 roku pracował jako malarz królewski na dworze Karola II. W Madrycie nauczył się techniki fresku. Współpracował przy dekoracji sklepień Eskurialu, a także oratorium urzędu miasta. W latach 1697–1701 pracował w Walencji dekorując sklepienia kościoła Santos Juanes i bazyliki Nuestra Señora de los Desamparados. W 1705 wyjechał do Salamanki, gdzie namalował El Triunfo de la Iglesia w chórze kościoła San Esteban. W latach 1712–1713 namalował osiem płócien przedstawiających świętych związanych z Kordobą. W latach 1723–1725 pracował nad dekoracją kartuzy El Paular w Grenadzie. Po śmierci żony w 1725 został duchownym. Jest autorem trzech traktatów o malarstwie: La teórica de la pintura (1715), La práctica de la pintura (1724) i El parnaso español pintoresco laureado (1724).